# Senja Mäkitörmä
Senja Katriina Mäkitörmä, född 31 maj 1994 i Varpaisjärvi, är en finländsk kulstötare. Hon tävlar för Varpaisjärven Vire och tränas av Mika Reijonen samt Ville Halonen.

## Karriär

### 2016–2018
I februari 2016 tog Mäkitörmä brons vid finska inomhusmästerskapen i Tammerfors med en stöt på 14,61 meter. I juli 2017 stötte Mäkitörmä 14,80 meter i kvalet vid Kalevaspelen i Seinäjoki, vilket var en ökning med 19 centimeter på hennes personbästa. I finalen tog Mäkitörmä sedan silver med en stöt på 15,30 meter, vilket totalt under dagen var en ökning av sitt personbästa med 69 centimeter.
I februari 2018 tog Mäkitörmä sitt första guld vid finska inomhusmästerskapen i Helsingfors med en stöt på personbästat 16,27 meter. I juli samma år tog hon även sitt första guld vid Kalevaspelen i Jyväskylä och satte ett nytt personbästa med en stöt på 16,95 meter. Månaden därpå tävlade Mäkitörmä i sitt första internationella mästerskap vid EM i Berlin, där hon inte tog sig vidare från kvalet.

### 2019–2021
I juli 2019 slutade Mäkitörmä på 11:e plats vid sommaruniversiaden i Neapel efter en stöt på 15,67 meter. Följande månad tog hon sitt andra raka guld vid Kalevaspelen i Villmanstrand efter en stöt på 16,19 meter. I februari 2020 tog Mäkitörmä sitt andra guld vid finska inomhusmästerskapen i Tammerfors efter en stöt på 15,95 meter. I augusti samma år tog hon sitt tredje raka guld vid Kalevaspelen i Åbo med en stöt på 16,35 meter. Följande månad satte hon ett nytt personbästa på 17,01 meter vid Finnkampen i Tammerfors och blev den första finländska kvinnan att passera 17-metersgränsen sedan Anna Rauhala 1999.
I februari 2021 stötte Mäkitörmä ett nytt personbästa på 17,30 meter vid en tävling i Tammerfors. Senare samma månad tog hon silver vid finska inomhusmästerskapen i Jyväskylä med en stöt på 16,54 meter och slutade då bakom Eveliina Rouvali som stötte sju centimeter längre. Månaden efter slutade Mäkitörmä på 16:e plats vid inomhus-EM i Toruń med en stöt på 16,76 meter. I augusti samma år förbättrade hon sitt personbästa till 17,32 meter vid en tävling i Helsingfors. Senare samma månad tog Mäkitörmä sitt fjärde raka guld vid Kalevaspelen i Tammerfors efter en stöt på 16,99 meter.

### 2022–2023
I februari 2022 tog Mäkitörmä sitt tredje guld vid finska inomhusmästerskapen i Kuopio efter en stöt på 17,05 meter. I augusti 2022 vid kalevaspelen i Joensuu tog hon sitt femte raka guld efter en stöt på 17,51 meter. Samma månad tävlade Mäkitörmä vid EM i München och slutade på 19:e plats i kvalet med en stöt på 16,94 meter.
I februari 2023 vid finska inomhusmästerskapen i Helsingfors tog Mäkitörmä silver efter att ha blivit besegrad av Eveliina Rouvali. I juli 2023 vid kalevaspelen i Lahtis tog hon brons efter att ha slutat bakom Kaisa Kymäläinen och Eveliina Rouvali. Följande månad tävlade Mäkitörmä vid VM i Budapest, där hon slutade på 31:a plats i kulstötningskvalet.

## Tävlingar

### Internationella
| År                   | Tävling                        | Plats                | Placering            | Gren                 | Distans              |
| Tävlande för Finland | Tävlande för Finland           | Tävlande för Finland | Tävlande för Finland | Tävlande för Finland | Tävlande för Finland |
| -------------------- | ------------------------------ | -------------------- | -------------------- | -------------------- | -------------------- |
| 2018                 | Europamästerskapen             | Berlin               | 20:e (kval)          | Kulstötning          | 16,04 m              |
| 2019                 | Sommaruniversiaden             | Neapel               | 11:e                 | Kulstötning          | 15,67 m              |
| 2021                 | Europeiska inomhusmästerskapen | Toruń                | 16:e (kval)          | Kulstötning          | 16,76 m              |
| 2022                 | Europamästerskapen             | München              | 19:e (kval)          | Kulstötning          | 16,94 m              |
| 2023                 | Världsmästerskapen             | Budapest             | 31:a (kval)          | Kulstötning          | 16,27 m              |

### Nationella
| - Finska friidrottsmästerskapen (utomhus): - 2017: Silver – Kulstötning (15,30 meter, Seinäjoki) - 2018: Guld – Kulstötning (16,95 meter, Jyväskylä) - 2019: Guld – Kulstötning (16,19 meter, Villmanstrand) - 2020: Guld – Kulstötning (16,35 meter, Åbo) - 2021: Guld – Kulstötning (16,99 meter, Tammerfors) - 2022: Guld – Kulstötning (17,51 meter, Joensuu) - 2023: Brons – Kulstötning (16,81 meter, Lahtis) | - Finska friidrottsmästerskapen (inomhus): - 2016: Brons – Kulstötning (14,61 meter, Tammerfors) - 2018: Guld – Kulstötning (16,27 meter, Helsingfors) - 2020: Guld – Kulstötning (15,95 meter, Tammerfors) - 2021: Silver – Kulstötning (16,54 meter, Jyväskylä) - 2022: Guld – Kulstötning (17,05 meter, Kuopio) - 2023: Silver – Kulstötning (16,87 meter, Helsingfors) |

## Personliga rekord
| Utomhus - Kulstötning – 17,53 m (Sastamala, 9 juli 2022) | Inomhus - Kulstötning – 17,30 m (Tammerfors, 6 februari 2021) |